# 帕洛米洛斯島 (波多黎各)

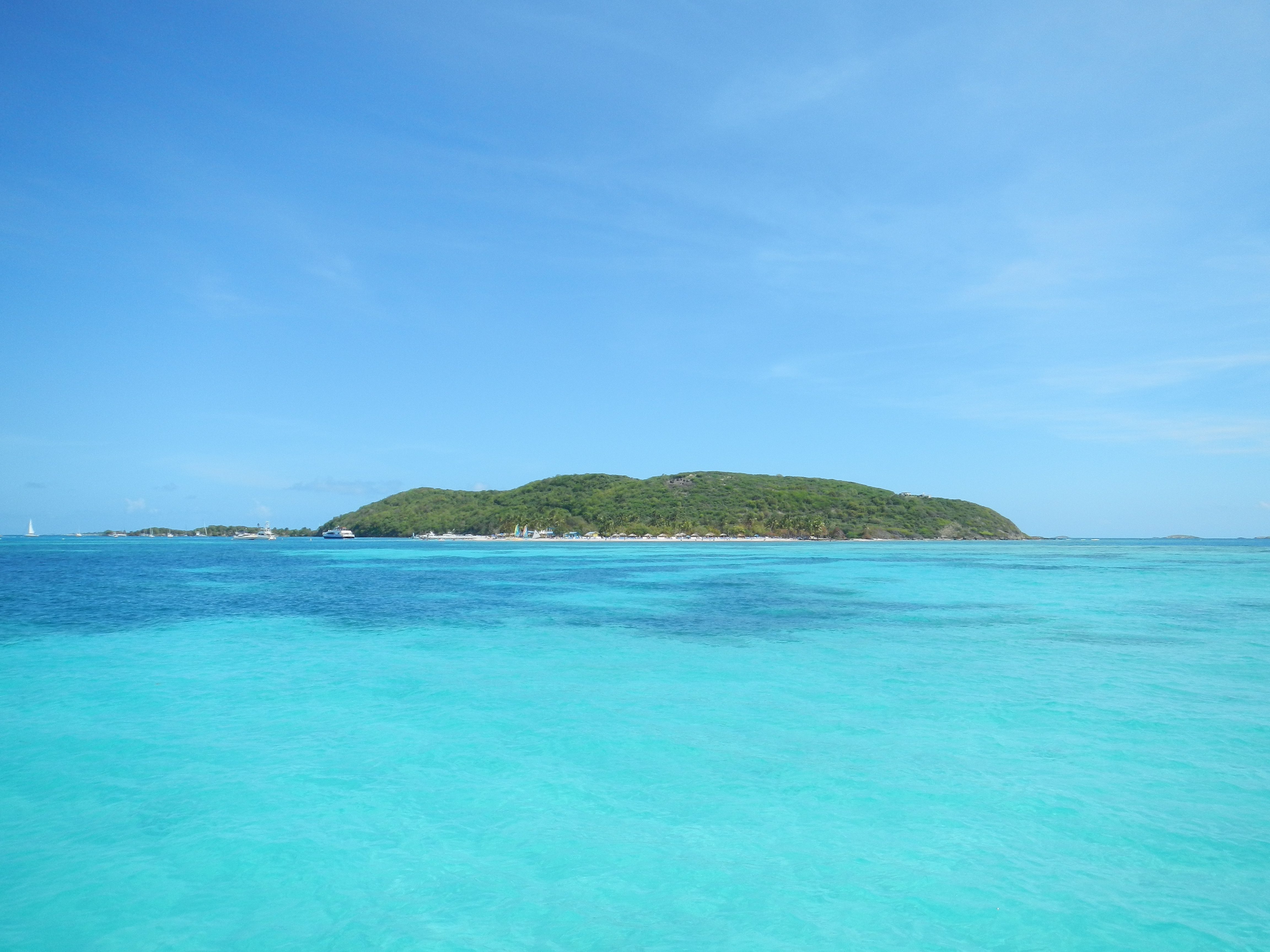

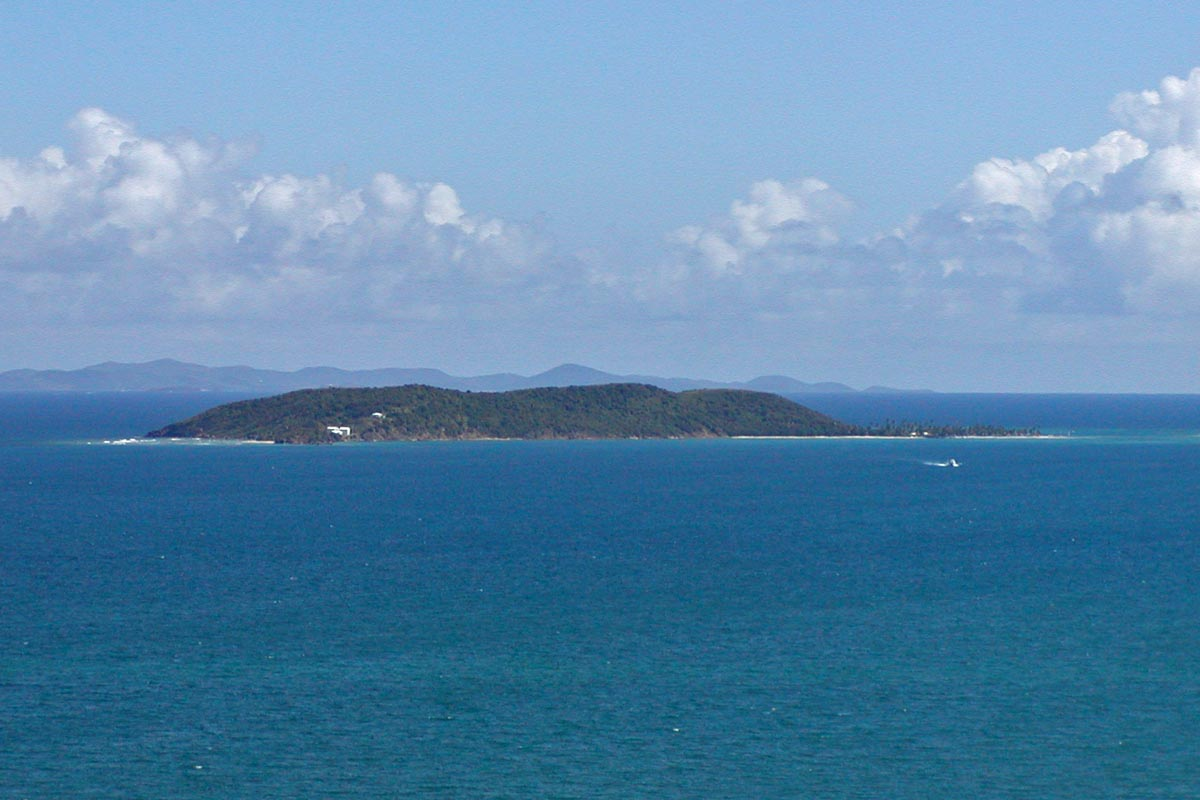

帕洛米洛斯島是波多黎各的島嶼，位於主島以東加勒比海，長1.2公里、寬0.53公里，面積0.41平方公里，最高點海拔高度50米，該島是私人島嶼，被酒店用作水上活動。
18°20′55″N 65°34′05″W / 18.34861°N 65.56806°W